# Кребаин
Кребаин е името на измислен вид големи гарвани от фантастичния свят на Джон Роналд Руел Толкин.
Те обитават страната Дун, около Мъгливите планини и гората Ветроклин, през Третата епоха на Средната земя. Те са слуги на Саурон и му служат като съгледвачи. Името им Кребаин е дадено от Сивите елфи. По време на Войната на пръстена Кребаин участват в търсенето на носителя на Пръстена.
Участват и във филма на Питър Джаксън Властелинът на пръстените: Задругата на пръстена, където ги контролира магьосника Саруман.